# موج‌دار (ترانه)
«موج‌دار» (انگلیسی: Wavy) یک ترانه از خواننده رپ اهل ایالات متحده آمریکا تای دولا ساین است. این ترانه در ۱۶ ژانویه ۲۰۱۶ توسط آتلانتیک رکوردز منتشر شد.